# Beniamino Cesi
Beniamino Cesi (Napoli, 6 novembre 1845 – Napoli, 19 gennaio 1907) è stato un pianista e compositore italiano.

## Biografia
Fu allievo dapprima di suo padre, poi di Carlo Albanesi, e, infine, di Sigismund Thalberg. Iniziò la carriera di concertista all'età di 18 anni, esibendosi prima in Italia e diventando presto conosciuto in tutta Europa. Assimilò l'insegnamento del maestro ma perfezionò uno stile proprio, più adatto alle esigenze del gusto contemporaneo. Cambiò anche il repertorio del maestro interpretando Johann Sebastian Bach, Robert Schumann, Fryderyk Chopin, e, soprattutt, Ludwig van Beethoven; fu il primo in Iralia a eseguire in pubblico la sonata per pianoforte n. 29 op. 106. 
A vent'anni vinse il concorso per una cattedra di pianoforte nel Conservatorio.
Quando Anton Rubinstein divenne direttore del conservatorio di san Pietroburgo, invitò Cesi a dirigerne la scuola di pianoforte, incarico che tenne dal 1885 al 1891. Nel 1891 fu colpito da apoplessia e tornò semiparalizzato in Italia. Questa condizione gli impedì di proseguire nella carriera concertistica.
Nel 1894 insegnò al conservatorio di Palermo ed in seguito a quello di Napoli, dove ebbe come allievi Francesco Cilea, Giuseppe Martucci e Michele Esposito. Altri suoi allievi furono Leoncavallo, Leopoldo Mugnone, Alessandro Longo, Edgardo Del Valle de Paz, Florestano Rossomandi, Pietro Floridia, Raffaele D'Atri e Antonietta Webb-James, Eugenio Fels.
Scrisse un'opera didattica dal titolo Metodo per lo studio del pianoforte, formata da 12 fascicoli contenenti un'antologia di brani da repertorio ed esercizi per la tecnica. Il metodo resta valido per la parte di esercizi di tecnica, mentre è invece obsoleto per quanto riguarda il repertorio: si tratta di una scelta guidata dal gusto musicale ottocentesco e basata su edizioni ottocentesche, filologicamente poco curate e con errori.